# Vincent Maximiliaan van Tuyll van Serooskerken

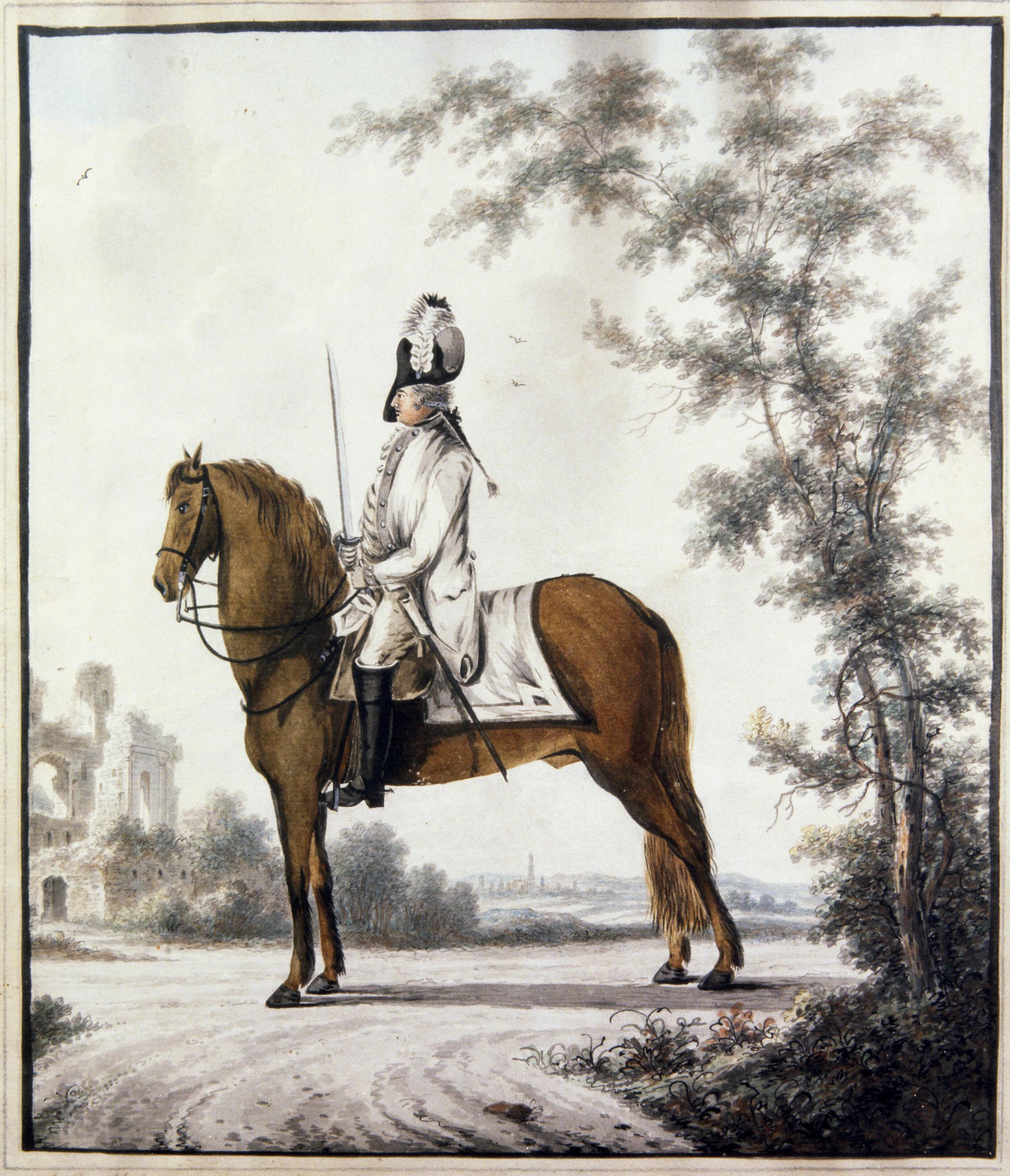
Vincent Maximiliaan van Tuyll van Serooskerken

Vincent Maximiliaan van Tuyll van Serooskerken (Utrecht, 14 augustus 1747 - Pont Sainte Maxence sur Oise, 19 augustus 1794), heer van Coelhorst (door koop in 1777), was een Nederlands luitenant-kolonel der cavalerie, later kolonel commandant. 

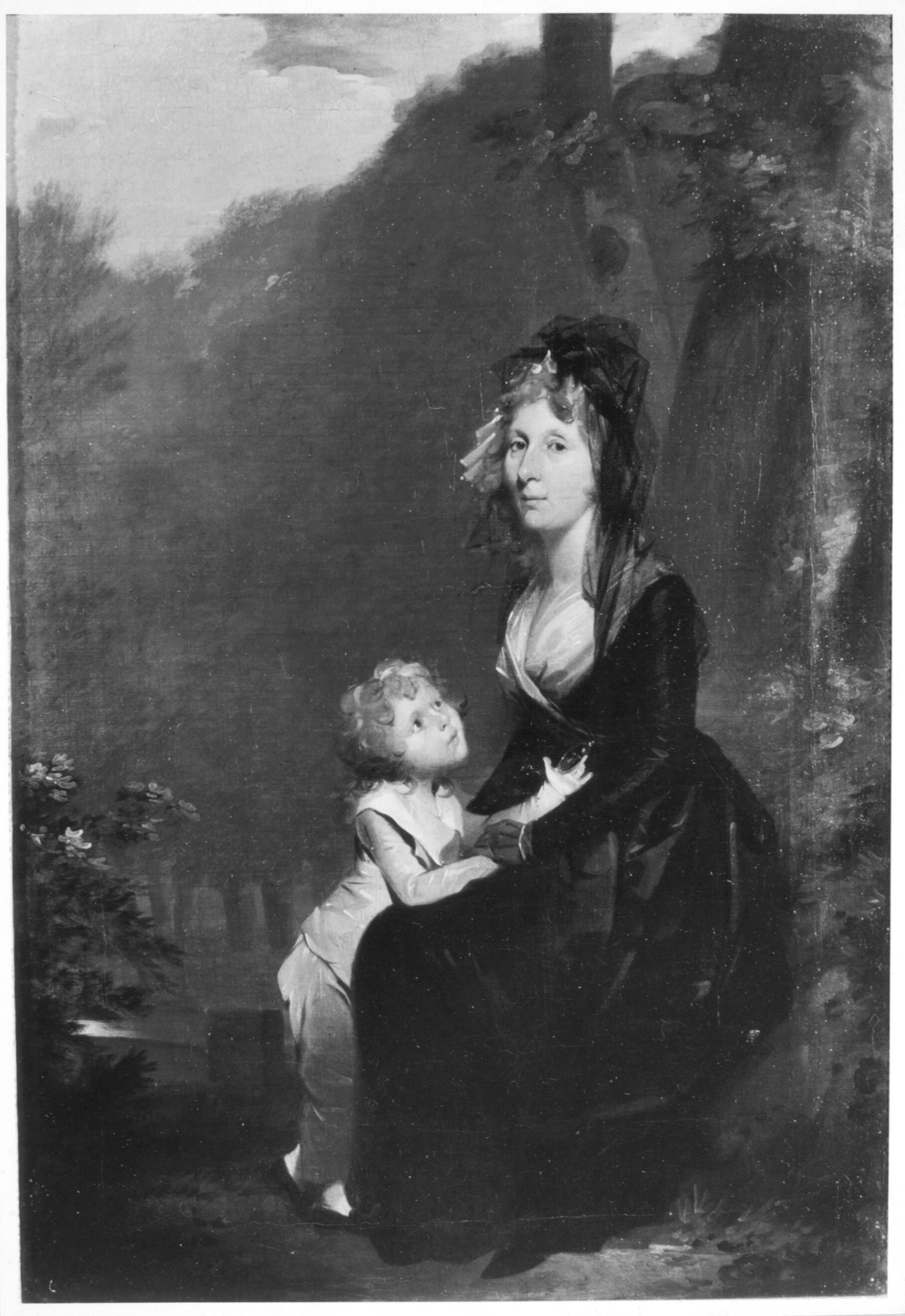
Dorothea Henriette Marie Louise de Pagniet met zoon Vincent

## Familie
Vincent van Tuyll van Serooskerken was een zoon van mr. Diederik Jacob baron van Tuyll van Serooskerken (1707-1776) en Jacoba Helena de Vicq (1724-1768) en broer van Belle van Zuylen.
Hij trouwde op 17 september 1780 met (Doortje) Dorothea Henriette Marie-Louise de Pagniet (1751-1836), dochter van Carel Lodewijk de Pagniet (1725-1789) en Henriette Margaretha van Haeften (1725-1785). Zij gelden als stamouders van de tak Coelhorst van de familie van Tuyll van Serooskerken, welke tak in 1997 uitstierf.
Hun huwelijksreis ging op 13 oktober naar Vincent's zus Belle van Zuylen, die in Colombier (Neuchâtel) te Zwitserland woonde, vergezeld door de broer van Dorothea van Tuyll van Serooskerken-de Pagniet, Reinout Johan Christiaan de Pagniet, een officier van 24 jaar. Ze werden vermaakt door de bewoners van Le Pontet. Tevens door het bezoek van een week aan Neuchâtel van de Prins van Hessen-Kassel (die een regiment in den Nederlanden had en de familie de Pagniet kende), waardoor ter ere van hem vele feestelijke diners en bals gegeven werden door Pierre-Alexandre DuPeyrou en Rose-Augustine de Pourtalès-de Luze, waar er een tot 5 uur 's morgens doorging, waar de gasten aan Le Pontet ook voor uitgenodigd werden.. Doortje van Tuyll van Serooskerken-de Pagniet bleek zwanger te zijn, waardoor het echtpaar er de voorkeur aan gaf eerder terug te keren, maar sloegen een verblijf met het echtpaar de Charrière in Genève niet af. Op 1 januari 1781 vertrok men naar Holland via Lyon en Parijs.
Het echtpaar kreeg vier kinderen:
- Willem René van Tuyll van Serooskerken van Coelhorst (1781-1853), ongehuwd.
- Carel Lodewijk van Tuyll van Serooskerkerken (1784-1835)[4][5] trouwde in 1811 met Maria Louise Gildemeester.
- (Marianne) Jacoba Helena Maria Anna van Tuyll van Serooskerken (1786-1859), ongehuwd.
- Vincent Johan Reinier baron van Tuyll van Serooskerken (1792-1840) trouwde in 1822 met Johanna Magdalena Ringeling.

Het gezin verbleef regelmatig op huize Kermestein bij Lienden, waar de ouders van Dorothea van Tuyll van Serooskerkerken-de Pagniet woonden.
Vincent van Tuyll van Serooskerken was eigenaar van het "Ingensche veer" in de periode 1786-1836; hij nam dat van zijn schoonvader Carel Lodewijk de Pagniet over.

## Loopbaan
Vincent van Tuyll van Serooskerken trad in het voorjaar 1764 in dienst van het regiment van zijn oom Hendrik Willem van Tuyll van Serooskerken (1713-1800) te 's-Hertogenbosch en in 1768 in Statendienst als officier van de cavalerie. Vanaf 1781 was hij luitenant-kolonel, vanaf 1793 commandant. Hij werd zwaargewond krijgsgevangen genomen bij Maubeuge bij de veldslag tussen het Franse en Hollandse leger in mei 1794. Hij stierf aan dysenterie tijdens zijn herstel in het ziekenhuis van Pont-Sainte-Maxence.

## Links
- Paul Pelckmans De dood van Vincent van Tuyll: over een laat achttiende-eeuws rouwproces In: Lettre de Zuylen et du Pontet, no. 25 (2000), pp. 6-9
- Paul Pelckmans, ‘Les surenchères du concernement. Belle et ses frères’,  Rapports-Het Franse Boek (RHFB) 70 (2000),  pp. 101-109
- Paul Pelckmans, Isabelle de Charrière. Une correspondance au seuil du monde moderne, Amsterdam, Rodopi, 1995. 162 p.